# 出格
出格（英語：Elative case，缩写：ela；来自拉丁语 efferre "取出，搬出"）是一种基本含义为“从...出来”的方位格。

## 使用

### 乌拉尔诸语言
芬兰语通常添加"sta/stä"构成出格，爱沙尼亚语则是在属格词干后添加"-st"。匈牙利语以后缀"-ból/-ből"表示出格：
- talosta -"从房子里出来"（talo "房子"）- 芬兰语
- majast -"从房子里出来"（maja "房子"）- 爱沙尼亚语
- házból -"从房子里出来"（ház "房子"） - 匈牙利语

一些芬兰语口语的方言中，出格词尾"sta/stä"末尾的元音常常脱落。例如：talosta >talost。

## 各個格的相對關係
芬兰语、爱沙尼亚语，和匈牙利语等乌拉尔语系常见的方位格如下：
|      | 静止 | 起点 | 终点 | 使役(成份) |
| ---- | ---- | ---- | ---- | ---------- |
| 内部 | 内格 | 出格 | 入格 | 上格       |
| 外部 | 接格 | 离格 | 向格 | 頂格       |

### 俄语
17至18世纪的俄语中出格比较常见，而当代俄语罕用。 如：из лесу（从森林里出来），кровь из носу（血从鼻子里流出），из Ярославлю（离开雅罗斯拉夫尔）。